# Stanisław Gabryl

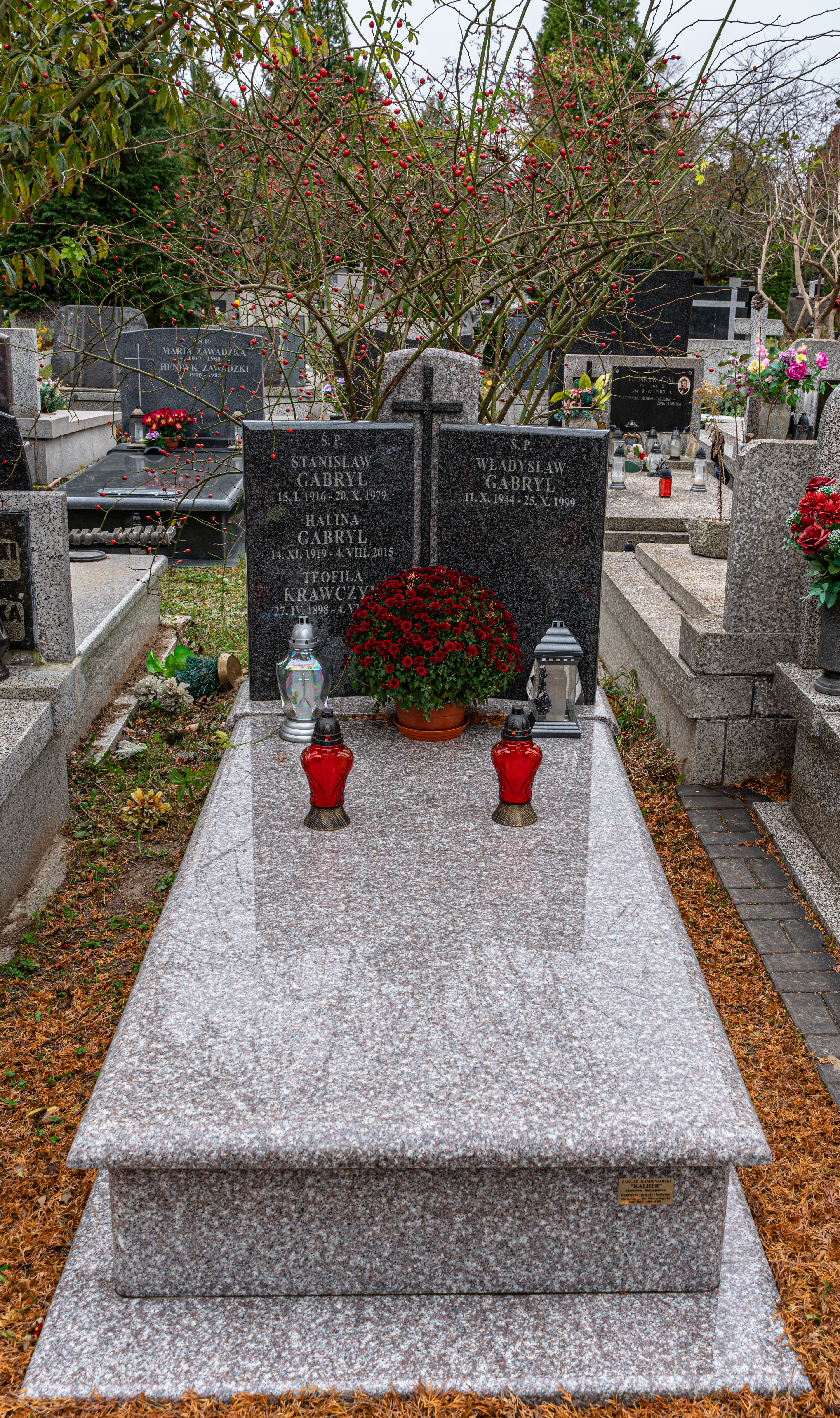
Grób Stanisława Gabryla na cmentarzu komunalnym Północnym w Warszawie

Stanisław Gabryl (ur. 1916 w Kętach, zm. 20 października 1979 w Warszawie) – polski nauczyciel, poseł na Sejm PRL I i II kadencji (1952–1961). 

## Życiorys
Przed wojną ukończył Gimnazjum Humanistyczne w Bielsku oraz Wyższą Szkołę Dziennikarską w Warszawie. Studiował również filologię polską na Uniwersytecie Warszawskim. W latach 30. pracował jako dziennikarz, działał  politycznie w Związku Polskiej Młodzieży Demokratycznej. We wrześniu 1939 walczył w Robotniczych Batalionach Obrony Warszawy. W czasie II wojny światowej przebywał na Podlasiu, nauczał w gimnazjach Żółkiewskiego i Prusa w Siedlcach. Zatrudnił się również jako pomocnik ślusarza i urzędnik Zarządu Miejskiego. Walczył w Armii Krajowej. 
Po zakończeniu działań wojennych na Lubelszczyźnie zasiadał w zarządzie miejskim jako ławnik (1944–1946), kontynuował również pracę nauczyciela. W 1946 został radnym Powiatowej Rady Narodowej. W tym samym roku znalazł się w Radzie Naczelnej Stronnictwa Demokratycznego (rok później zasiadł w Centralnym Komitecie). Od 1946 do 1948 posłował do Wojewódzkiej Rady Narodowej w Lublinie (członek Prezydium). Po przeniesieniu się na Pomorze zasiadał w WRN w Gdańsku (1952–1955). Działał w spółdzielczości. Był członkiem Towarzystwa Przyjaźni Polsko-Radzieckiej oraz Towarzystwa Krzewienia Kultury Świeckiej. 
W 1952 uzyskał mandat posła na Sejm PRL I kadencji z okręgu Gdynia. Zasiadał w Komisji Obrotu Towarowego. W 1957 wszedł w skład Sejmu II kadencji w okręgu Jasło. Był wiceprzewodniczącym Komisji Handlu Wewnętrznego. Był zastępcą przewodniczącego Komitetu Drobnej Wytwórczości (1958–1968). Stał na czele redakcji "Zeszytów Historyczno-Politycznych SD". Udzielał się na niwie partyjnej: sprawował funkcję sekretarza Wojewódzkich Komitetów SD w Lublinie, Gdańsku i Rzeszowie. Był wiceprzewodniczącym Stołecznego Komitetu SD w warszawie (1959–1968) oraz przewodniczącym Wojewódzkiego Komitetu tamże (1969–1972). Kierował Wydziałem Społeczno-Zawodowym Centralnego Komitetu SD. Zasiadał w Centralnej Komisji Rewizyjnej. 
Żonaty, miał córkę i syna. Zmarł w 1979. Został pochowany na cmentarzu komunalnym Północnym w Warszawie.

## Odznaczenia
Odznaczony m.in. Orderem Sztandaru Pracy II klasy, Krzyżem Oficerskim Orderu Odrodzenia Polski, Złotym Krzyżem Zasługi, Medalem Zwycięstwa i Wolności 1945, 30-lecia Polski Ludowej oraz Złotą odznaką Związku Zawodowego Pracowników Gospodarki Komunalnej i Przemysłu Terenowego (1966). Zasłużony członek SD. 